# Erich von Prittwitz und Gaffron
Erich von Prittwitz und Gaffron (* 4. Oktober 1888 in Marbach an der Lauter; † 1969) war ein deutscher Kulturfunktionär und Bäder- und Kurverwaltungsbeamter.

## Leben

### Familie
Erich von Prittwitz entstammte dem alten, weit verzweigten schlesischen Adelsgeschlecht Prittwitz und war Sohn des königlichen preußischen Oberst Arwed von Prittwitz und Gaffron und der Sarah geb. Freiin Schott von Schottenstein. Der Diplomat und Politiker Friedrich von Prittwitz und Gaffron war sein Bruder.
Er war in erster Ehe mit Jeanne Maria Heuschmann verheiratet. Sie hatten eine Tochter. Martha Agnes Büttner (1906–1993) war seine zweite Ehefrau.

### Werdegang
Nach dem Besuch des Gymnasiums Hohenbaden in Baden-Baden studierte von Prittwitz und Gaffron an den Universitäten Bonn, der München und Heidelberg Klassische Philologie, Geschichte, Klassische Archäologie und Musik. 1906 wurde er Mitglied des Corps Borussia Bonn. Nach der Promotion zum Dr. phil. unternahm er von 1912 bis 1914 Studienreisen nach Italien, Griechenland und Russland. Während des Ersten Weltkrieges war er von 1915 bis 1917 bei der Zivilverwaltung in Brüssel und von 1917 bis 1919 an der deutschen Gesandtschaft in Bern tätig.
1925 wurde er Mitglied im Verwaltungsrat des Carnegie-Instituts in Paris, der europäischen Zentrale der Carnegie-Stiftung, 1927 Mitglied des Kuratoriums der Deutschen Hochschule für Politik in Berlin und 1937 Assistent des Generalintendanten der Deutschen Oper Berlin. 
Nach dem Zweiten Weltkrieg ging er von Berlin nach Baden-Baden, wo er als Direktor die Bäder- und Kurverwaltung wieder aufbaute. 1952 gelang es ihm, Herbert von Karajan mit den Wiener Symphonikern zu einem Gastspiel nach Baden-Baden zu verpflichten.

## Auszeichnungen
- Dr. jur. h. c.[4]
- Verleihung des Professorentitels durch das Land Baden, 1952.[5]

## Schriften
- Das Sprichwort im griechischen Epigramm, 1911 (= Dissertation)
- Die Bibliothek, 1925
- Dank an meine Schule. Ansprache an die Abiturienten des Gymnasiums Hohenbaden bei der Abschiedsfeier am 23. März 1956